# Cyrtandra grandis
Cyrtandra grandis là một loài thực vật có hoa trong họ Tai voi. Loài này được Blume mô tả khoa học đầu tiên năm 1826.